# Aleksander Kopiński
Aleksander Adam Kopiński (ur. 24 grudnia 1974 w Warszawie) – polski urzędnik, działacz społeczny, eseista, historyk kultury i krytyk literacki. Główny obszar jego zainteresowań stanowią dzieje kultury polskiej XX wieku, szczególnie lata 30. i okres II wojny światowej oraz literatura współczesna, szeroko pojęta varsavianistyka, genealogia, a także zagadnienia cywilizacyjne i religijne.

## Życiorys
Absolwent Międzywydziałowych Indywidualnych Studiów Humanistycznych na Uniwersytecie Warszawskim. W latach 1999–2007 był członkiem redakcji kwartalnika „Fronda”, z której odszedł po usunięciu ze stanowiska redaktora naczelnego Marka Horodniczego. W listopadzie 2007 wspólnie z byłymi redaktorami „Frondy” założył nowy kwartalnik „44 / Czterdzieści i Cztery”. W grudniu 2010 ustąpił z redakcji pisma.
Szkice, recenzje i wywiady oraz artykuły naukowe publikował też m.in. w „Arcanach”, „Christianitas”, „Ethosie”, „Nowym Łowiczaninie”, „Gazecie Polskiej”, „Nowym Państwie”, „Palestrze”, „Pamięci.pl”, „Rocznikach Łowickich”, „Rzeczpospolitej”, „Skarpie Warszawskiej”, „Stolicy”, „Toposie”, „W drodze”, „Więzi” i „Życiu”.
Był jednym z 30 sygnatariuszy „Deklaracji w sprawie uwolnienia liturgii tradycyjnej” – wystosowanego w grudniu 2006 z inicjatywy środowiska polskich tradycjonalistów katolickich apelu do Benedykta XVI o przywrócenie mszy trydenckiej. List ten poprzedził wydanie przez papieża 7 lipca 2007 motu proprio Summorum Pontificum, które zaspokoiło te żądania.
Jego badania przyczyniły się do nadania przez Instytut Pamięci Męczenników i Bohaterów Holocaustu Jad Waszem w Jerozolimie trojgu Polaków, którzy ratowali Żydów podczas okupacji hitlerowskiej, tytułów Sprawiedliwych wśród Narodów Świata.
Zawodowo urzędnik państwowy, od 2006 pracuje w Biurze Wystąpień i Patronatów Kancelarii Prezydenta RP. W wyborach samorządowych w 2018 został wybrany radnym warszawskiej dzielnicy Ochota z ramienia KWW Ochocianie, startującego w koalicji Miasto Jest Nasze - Ruchy Miejskie. 9 listopada 2018 został wiceprzewodniczącym Rady Dzielnicy Ochota m.st. Warszawy.